# Grusza brzozolistna
Grusza brzozolistna (Pyrus betulifolia Bunge.) – gatunek roślin z rodziny różowatych. Pochodzi z Chin.

## Morfologia
PokrójDrzewo dorastające do 6 m wysokości.
ŁodygaPędy i pąki są pokryte szarym kutnerem.
LiścieJajowate lub okrągłe, mocno piłkowane, głęboko wcięte u nasady, błyszczące z wierzchu i pokryte gęstym kutnerem od spodu.
KwiatyDrobne, białe, bardzo miododajne, nektar zawiera dużo heksoz, a ponadto w przeciwieństwie do innych grusz także sacharozę.
OwoceKuliste, małe o średnicy ok. 1 cm, ciemnobrązowe z cętkami.

## Zastosowanie
- W uprawie siewki stosowane jako podkładki dla odmian szlachetnych grusz wschodnich (Nashi). Jest odporniejsza na mróz i suszę od gruszy chińskiej (Pyrus pyrifolia Bem.), charakteryzuje się silniejszym wzrostem, i mniejszymi wymaganiami glebowymi, lecz wrażliwsza na zarazę ogniową. W warunkach Polski może jednak przemarzać (strefy mrozoodporności 6-9[4]), stąd zaleca się przykrywać ziemią aż do miejsca szczepienia.
- Jest w niektórych rejonach świata (m.in. w Chinach czy USA) uprawiana jako roślina ozdobna. W USA w miastach sadzi się odmianę Pyrus betulifolia 'Dancer' o kulistej koronie prowadzonej w kształcie wazy.